# Prix du 3-Juillet-1608
Le Prix du 3-Juillet-1608 commémore la fondation de Québec par Samuel de Champlain et rappelle l'importance historique de la ville de Québec pour les francophones d'Amérique. Par ce prix, le Conseil supérieur de la langue française veut rendre hommage à la persévérance, à la vitalité et au dynamisme d'un organisme œuvrant en Amérique du Nord pour les services exceptionnels rendus à une collectivité de langue française et à l'ensemble de la francophonie nord-américaine. Le Prix est constitué d'une œuvre d'art d'un artiste québécois. À l'œuvre est jointe une plaque commémorative gravée au nom du lauréat. Un parchemin calligraphié, signé par le premier ministre du Québec, par la ministre responsable de la Charte de la langue française et par la présidente du Conseil supérieur de la langue française, accompagne le Prix.

## Lauréats
- 1978 - James Demongeaux - Amériques
- 1979 - Anselme Chiasson - Acadie
- 1980 - Roger Demers - Québec
- 1981 - Gilles Vigneault - Québec
- 1982 - Québec Science - Québec
- 1983 - Louis-Albert Vachon - Québec
- 1984 - Pierre Perrault - Québec
- 1985 - Association canadienne-française de l'Ontario (ACFO) - Ontario
- 1986 - Luc Lacourcière - Québec
- 1987 - Conseil de la vie française en Amérique
- 1988 - Collège Mathieu
- 1989 - Association canadienne-française pour l'avancement des sciences (ACFAS)
- 1990 - Université Sainte-Anne
- 1991 - non attribué
- 1992 - Conseil canadien de la coopération (CCC)
- 1993 - Collège universitaire de Saint-Boniface (CUSB)
- 1994 - Chaîne de TVOntario
- 1995 - Revue Médecine-Sciences
- 1996 - non attribué
- 1997 - Association Canado-Américaine
- 1998 - Faculté Saint-Jean de l'Alberta
- 1999 - Musée de l'Amérique française
- 2000 - Association canadienne d'éducation de langue française (ACELF)
- 2001 - Centre d'études acadiennes et Société historique acadienne
- 2002 - Revue Québec français
- 2003 - Association pour le soutien et l'usage de la langue française (ASULF)
- 2004 - Société nationale de l'Acadie
- 2005 - American Council for Québec Studies
- 2006 - Le Cercle Molière, théâtre manitobain
- 2007 - Société généalogique canadienne-française - Québec
- 2008 - L'Association québécoise des professeurs de français - Québec
- 2009 - Le Centre de recherche en civilisation canadienne-française de l’Université d’Ottawa
- 2010 - Le Festival international de la chanson de Granby
- 2011 - Coup de cœur francophone
- 2012 - Fédération de la jeunesse canadienne-française
- 2013 – Centre d'accueil et d'accompagnement francophone des immigrants du sud-est du Nouveau-Brunswick
- 2014 – Le Droit
- 2015 – Association des professionnels de la chanson et de la musique
- 2016 – Association canadienne-française de l'Alberta
- 2017-  Centre de recherches en éducation franco-ontarienne (CREFO)